# 78 (liczba)
78 (siedemdziesiąt osiem) – liczba naturalna następująca po 77 i poprzedzająca 79.

## 78 w nauce
- liczba atomowa platyny
- obiekt na niebie Messier 78
- galaktyka NGC 78
- planetoida (78) Diana

## 78 w kalendarzu
78. dniem w roku jest 19 marca (w latach przestępnych jest to 18 marca). Zobacz też co wydarzyło się w roku 78.